# Gran Mezquita de Gaza
La Gran Mezquita de Gaza (en árabe: جامع غزة الكبير‎; transliteración: Jāmaʿ Ghazza al-Kabīr) también conocida como la Gran Mezquita Omarí o Gran Mezquita de Omar (en árabe: المسجد العمري الكبير‎, transliteración: Al-masjad al-ʿUmarī al-Kabīr) era la mezquita más grande y más antigua de la Franja de Gaza, ubicada en la ciudad histórica de Gaza.
Se cree que ocupó el sitio de un templo filisteo antiguo y, luego, el lugar fue usado por los bizantinos para erigir una iglesia en el siglo V. Sólo después de la expansión musulmana en el siglo VII, fue transformada en una mezquita. Descrita como "hermosa" por un geógrafo árabe en el siglo X, el minarete de la Gran Mezquita fue destruido por un terremoto en 1033. En 1149, los cruzados construyeron una catedral dedicada a Juan el Bautista, la cual fue destruida en su mayor parte por los ayubíes en 1187. A inicios del siglo XIII, fue reconstruida como una mezquita por los mamelucos; pero, en 1260, fue nuevamente destruida por los mongoles, tras lo cual fue restaurada solo para ser derrumbada otra vez por un terremoto a fines del siglo XIII.
Finalmente, la Gran Mezquita fue reconstruida por los otomanos unos 300 años después y fue descrita por los viajeros como la única estructura en Gaza "históricamente importante". Severamente dañada por el bombardeo británico durante la Primera Guerra Mundial, la mezquita fue restaurada en 1925 por el Consejo Supremo Musulmán. La Gran Mezquita era un punto central del orgullo palestino en Gaza y seguía en funcionamiento hasta la guerra de 2023, cuando un bombardeo israelí la destruyó casi por completo.

## Ubicación
La Gran Mezquita estaba situada en el barrio Daraj de la ciudad antigua del centro de Gaza, al extremo oriental de la calle Omar Mukhtar, al sureste del barrio palestino. El mercado del oro de Gaza está ubicado adyacente a la mezquita por el lado sur, mientras que el noreste corresponde a la mezquita Welayat y al este, en la calle al-Wehda, se encuentra una escuela para niñas.

## Historia

### Era filistea y bizantina
Según la tradición, la mezquita está ubicada en el sitio del templo filisteo, dedicado a Dagón —el dios de la fertilidad—, que Sansón derribó en el Libro de los Jueces. Más tarde, en el mismo lugar, se erigió un templo dedicado a Marnas, dios de la lluvia y los granos. Hoy en día, las leyendas locales sostienen que Sansón está enterrado bajo la actual mezquita.
En el año 406, fue construida una gran iglesia bizantina en el sitio, bajo las órdenes de la emperatriz Elia Eudocia. Los pilares superiores de la iglesia provinieron de la sinagoga del siglo III en Cesarea Marítima. También es posible que la iglesia fuera construida por el emperador Marciano.
En 1870, se descubrió un grabado en el tercio superior que representaba una menorá, un shofár, un lulav y un etrog, elementos rodeados por una guirnalda decorativa; además, llevaba una inscripción que decía "Hananyah, hijo de Jacob", escrito tanto en hebreo como en griego. La iglesia apareció en el mosaico del Mapa de Madaba en 600.

### Era islámica
La iglesia bizantina fue transformada en una mezquita en el siglo VII por los generales árabes de Umar ibn al-Jattab, en la primera etapa del dominio de Gaza por el Imperio islámico. La mezquita fue alternativamente llamada al-Omari en honor de Umar ibn al-Jattab, quien era califa cuando los musulmanes conquistaron Palestina. Mientras estuvo bajo dominio abasí, el geógrafo árabe Al-Muqaddasi describió a la Gran Mezquita en 985 como una "hermosa mezquita". El 5 de diciembre de 1033, un terremoto ocasionó que el pináculo del minarete se desplomara.
En 1149, los cruzados (que habían conquistado Gaza en 1100) construyeron una catedral dedicada a Juan el Bautista encima de las ruinas de la iglesia, bajo un decreto emitido por Balduino III de Jerusalén; sin embargo, no es mencionada en las descripciones de grandes iglesias de los cruzados de Guillermo de Tiro. De las tres naves de la actual Gran Mezquita, se cree que porciones de dos de ellas formaron parte de la Catedral de Juan el Bautista.
En 1187, los ayubis comandados por Saladino arrebataron el control de Gaza a los cruzados y destruyeron la catedral. Los mamelucos reconstruyeron la mezquita en el siglo XIII; pero, en 1260, los mongoles la destruyeron. Fue reconstruida más tarde, pero en 1294 un terremoto ocasionó su colapso. El gobernador mameluco de la ciudad, 'Alam al-Din al-Jawli, comisionó la restauración de la Gran Mezquita en algún momento entre 1298 y 1319. Los mamelucos finalmente terminaron de reconstruir la mezquita en 1340. El geógrafo musulmán Ibn Battuta escribió en 1355 sobre la existencia previa de la mezquita como "una buena Mezquita de viernes", pero también afirmó que la mezquita de al-Jawli estaba "bien construida".
En el siglo XVI, la mezquita fue restaurada debido al supuesto daño de los siglos previos; esta vez por los otomanos quienes también habían construido otras seis mezquitas en la ciudad. Los otomanos habían obtenido el control de Palestina desde 1517. El interior lleva una inscripción del nombre del gobernador otomano de Gaza, Musa Pasha, que data de 1663.

### Era moderna

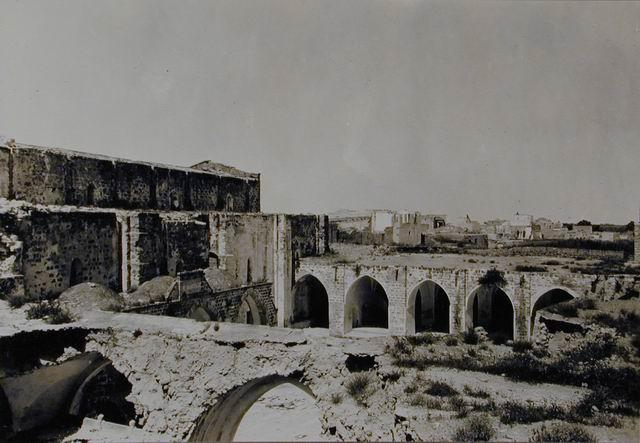
Una vista exterior de la mezquita a inicios del, antes de la restauración de 1926.

Los viajeros occidentales de fines del siglo XIX relataron que la Gran Mezquita era la única estructura en Gaza de algún valor histórico o arquitectónico. La Gran Mezquita fue severamente dañada por las fuerzas aliadas que atacaban las posiciones otomanas en Gaza durante la Primera Guerra Mundial. Los británicos arguyeron que se almacenaban municiones otomanas en la mezquita y que su destrucción se produjo cuando las municiones fueron incendiadas por los bombardeos. Bajo la supervisión del exalcalde de Gaza, Said al-Shawa, fue restaurada por el Consejo Musulmán Supremo en 1926-1927.
En 1928, el Consejo Musulmán Supremo celebró una manifestación masiva en la que participaron tanto musulmanes como árabes cristianos en la Gran Mezquita, con el fin de conseguir apoyo para boicotear las elecciones y la participación en la Asamblea Legislativa del gobierno del Mandato Británico de Palestina. Para aumentar el número de personas asistentes a la manifestación, ordenaron el cierre temporal de todas las mezquitas de Gaza.
Las antiguas inscripciones en bajorrelieve de símbolos religiosos judíos fueron supuestamente de nuevo cinceladas y modificadas de manera intencional en algún momento entre 1987 y 1993. Durante la batalla de Gaza de 2007 entre las organizaciones palestinas de Hamás y Fatah, el imán pro-Hamás de la mezquita, Mohammed al-Rafati, fue asesinado por un hombre armado de Fatah el 12 de junio de 2007, en represalia por la muerte de un oficial de la guardia presidencial de Mahmud Abbas por parte de Hamás realizada antes ese mismo día. La mezquita estaba activa a finales de 2023 y servía como una base de apoyo emocional y físico para los residentes de Gaza, siendo el punto central del orgullo palestino.Sin embargo, durante la guerra Israel-Gaza de 2023, un bombardeo israelí la destruyó casi por completo, quedando en pie tan solo su minarete.

## Arquitectura
La Gran Mezquita tiene un área de 4.100 m². La mayor parte de la estructura general ha sido construida con arenisca marina local conocida como kurkar. La mezquita forma un gran sahn ("patio") circundado por arcos redondeados. Los mamelucos y, más tarde, los otomanos hicieron expandir los lados sur y sureste del edificio.
Sobre la puerta de la mezquita se encuentra una inscripción que contiene el nombre de los sultanes mamelucos Lajin y Barquq.

### Interior
Cuando el edificio fue transformado de una catedral a una mezquita, la mayor parte de la construcción previa fue completamente remplazada, pero la fachada de la mezquita con su entrada en arco es una pieza típica de la arquitectura eclesiástica cruzada y las columnas en el interior del complejo de la mezquita todavía retienen su estilo gótico italiano. Algunas de las columnas han sido identificadas como elementos de una antigua sinagoga, reutilizados como material de construcción en la época de las Cruzadas, y todavía forman parte de la mezquita. Internamente, las superficies de las paredes están enyesadas y pintadas. Se usó mármol para la puerta occidental y para el óculo del domo. Los pisos están cubiertos por azulejos. Las columnas también son de mármol y sus capiteles han sido construidos en un estilo corintio
La nave sostiene una bóveda de arista y cada intercolumnio está separado entre sí por arcos transversales en punta con perfiles rectangulares. La arcada de la nave es sostenida por pilares cruciformes con una columna en cada cara, sobre un plinto (suerte de pedestal) elevado. Las dos naves laterales de la mezquita también presentan una bóveda de arista. Ibn Battuta destacó que la Gran Mezquita tenía un mimbar (o púlpito); que existe hasta la actualidad. En el interior de la mezquita, hay una pequeña mihrab (hornacina) con una inscripción que data de 1663, que contiene el nombre de Musa Pasha, un gobernador de Gaza durante el dominio otomano.

### Minarete
La mezquita es conocida por su minarete, que es de forma cuadrada en su mitad inferior y octogonal en su mitad superior, típico del estilo arquitectónico mameluco. El minarete ha sido construido de piedra desde la base hasta la parte superior, donde cuelga un balcón que incluye cuatro tercios de la mitad superior. El pináculo se compone sobre todo de madera y tejas y es renovado con frecuencia. Una linterna simple surge del tambor octogonal de piedra y es de construcción ligera, similar a la mayoría de mezquitas ubicadas en el Levante mediterráneo. El minarete se encuentra sobre lo que es el final del intercolumnio oriental de la iglesia cruzada y sus tres ábsides semicirculares fueron transformados en su base.